# (33229) 1998 FC124
1998 FC124 (asteroide 33229) é um asteroide da cintura principal. Possui uma excentricidade de 0.12702370 e uma inclinação de 15.14955º.
Este asteroide foi descoberto no dia 24 de março de 1998 por LINEAR em Socorro.